# Carnaval de Tempio Pausania
Le carnaval de Tempio Pausania, en italien : carnevale di Tempio Pausania, en gallurais « carrascialu timpeisu », est le carnaval de Tempio Pausania, l'un des plus célèbres de Sardaigne,. Son défilé de chars se déroule depuis 1956.

## Description
Un défilé de chars est ouvert par le Re Giorgio (Roi Georges),. Au cours du carnaval, il rencontre et se lie à une roturière, Mannena (en général vêtue très légèrement). Mannena lui "donne" alors un fils qui sera le Roi Georges l'année suivante. À la fin du carnaval, le roi est jugé puis brûlé (on lui attribue les malheurs de l'année passée). Le feu symbolise ici le passage de l'hiver à l'été.